# Bill the Goat
Козёл Билл (англ. Bill the Goat) — маскот Военно-морской академии США.
История маскота ведётся с тех пор, как козлы оказывались на кораблях среди прочего скота для обеспечения моряков в дальних плаваниях мясом, молоком и шерстью. Моряки иногда привязывались к животным как к питомцам, и, по легенде, однажды, когда умер один из таких питомцев, офицеры решили сохранить его шкуру и сделать чучело по прибытии в порт. Двое молодых офицеров, вёзших шкуру к таксидермисту по прибытии в Балтимор, проходили мимо своего учебного заведения, в котором в это время проходила игра в футбол. Один из офицеров решил созорничать, накинул шкуру поверх своей синей формы и стал бегать около боковых линий поля; победа его команды была приписана в тот день духу старого оплакиваемого козла.
В 1893 году на четвёртой игре (Army–Navy Game) между армией (Военной академией США) и моряками маскотом выступил уже живой козёл, Эл Сид (El Sid, от имени Сид Кампеадор), приведённый с броненосного крейсера Нью-Йорк. С начала XX века козлу стали делать синюю накидку с золотыми буквами NAVY на ней.
С определённого момента козлов-символов стали называть Биллами, в честь питомца командира Колби М. Честера (Colby M. Chester), первого президента Атлетической ассоциации Военно-морской академии (Naval Academy Athletic Association). На 2011 год поддержку команды осуществляют сразу два Билла, XXXI и XXXII.
Ангорские козлы Биллы несколько раз бывали похищены; например, в 2007 году похитили сразу троих Биллов.
- Человеческий образ Козла Билла на праздновании Игры в Пентагоне
- Биллы XXXII, XXXIII и XXXIV
- Козёл Билл на параде